# Alberto San Juan
Alberto San Juan Guijarro, né le 1er novembre 1968 à Madrid est un acteur espagnol.

## Distinctions
- 2007 : Prix Goya du meilleur acteur
- 2020 : Prix Goya du meilleur acteur dans un second rôle